# 必殺仕事人V・激闘編
『必殺仕事人V・激闘編』（ひっさつしごとにんファイブ げきとうへん）は1985年11月15日から1986年7月25日まで、テレビ朝日系で毎週金曜日22:00 - 22:54に放送された、朝日放送と松竹（京都映画撮影所、現・松竹撮影所）共同製作のテレビ時代劇。全33話。主演は藤田まこと。
必殺シリーズの第25作、必殺仕事人シリーズの第6作、中村主水シリーズの第12作である。

## 概要
『必殺仕事人V』の続編であるが、VIを付さず、以後、必殺仕事人Vの派生作品として、3シリーズが製作されることになる。
前作『仕事人V』は京本政樹と村上弘明の加入で、女性視聴者を中心としたファミリー層からの人気を再度得て、第二次 仕事人ブームを起こした。しかし、映画『必殺! ブラウン館の怪物たち』の撮影中に京本が右足を骨折したことで本作の撮影に支障をきたす様になり、全26話で終了した。　　　
この時期の必殺シリーズ とりわけ主水シリーズは人気絶頂期であったものの、その人気に依存して、後期 必殺シリーズ支持層のニーズに迎合しすぎる内容の番組作りを何年も続けた結果、ドラマ部分が空疎化かつマンネリ化しつつあった弊害は否めず、制作スタッフは主人公たちを昔の様なプロの殺し屋として描く、ハードボイルドな作風への原点回帰を目指す。その手始めとして『仕事人V』の次作で本作の前番組『必殺橋掛人』は過去の必殺シリーズで個性的な悪人を演じてきた津川雅彦を主人公に起用して、ハード路線に立ち返った。本作の新番組予告では前作『橋掛人』の柳次から、本作の主水へとバトンタッチするシーンが披露された。
本作は放送開始前、テレビ情報誌『週刊テレビ番組』誌上で、プロデューサーの山内久司が「今の視聴者は再放送の『必殺』を観て、目が肥えている。今度の新シリーズは従来よりも、よりハードな作風にしたい（要約）」とコメントするなど、シリアス路線への意欲を見せていた。『新必殺仕置人』の寅の会を踏襲した組織「闇の会」、念仏の鉄を投影した壱を登場させるなど、往年のシリーズを踏襲していた。殺しのシーンにおいてもその意向は顕著で、竜は仕事の際の化粧と衣装の派手さが前作より控え目になり、組紐による絞殺もより合理的に見える方法へ演出が変更された。政は花の枝で刺すという見た目の華やかさを重視した殺し方から、『必殺仕置人』の棺桶の錠を彷彿させる武骨な手槍での刺殺への変更と、技自体の改変が行われている。
キャラクター面は「はぐれ仕事人」として、正規メンバーではない仕事人が登場するという新しい要素を取り入れたが、3名のはぐれ仕事人のうち、壱が正規メンバーと変わらずに登場した反面、弐や参が登場するエピソードは少ない。
第32話と第33話（最終回）は2話完結となっており、敵の罠にはまった主水グループが追い詰められ解散していく様子が描かれている。
竜、壱、参の最期は劇場版映画『必殺! III 裏か表か』で描かれている。弐は映画に登場していないため、TVシリーズ終了後の動向は不明となっている。

## あらすじ
江戸では奉行所による仕事人狩りの厳しさが増していた。仕事人狩りで捕まった、日本橋室町の元締 丁字屋半右衛門は処刑間際、旧知の主水に「仕事を二度としてはならぬ」と言い残して死んだ。主水は裏稼業を行うことを躊躇していた。竜、政、加代は江戸に戻り、政は鍛冶屋に職を変えていた。
加代は表稼業の何でも屋がうまくいかず、仕事人組織「闇の会」に顔を出し、五十両で北町奉行殺しの大仕事を請け負う。竜と政は仕事を承諾するが主水はこれを断り、結果として仕事は期日までに間に合わなかった。加代は「闇の会」の叱りを受けるも許しを得て、主水の協力も取り付け、仕事人チームを再結成するが、大仕事をするには数が足りない。
そこに、丁字屋半右衛門の配下であった、はぐれ仕事人の壱、弐、参が現れ、主水たちに手を貸す。主水たちは葬式に紛れ、北町奉行とその仲間たちに対する大仕事を完遂する。
かくして、はぐれ仕事人を加えた新しいチームが動き出した。

### 「闇の会」、はぐれ仕事人
本作は『新・必殺仕置人』に登場した「寅の会」を踏襲した一大組織が、裏稼業を全て仕切っている。本作は奉行所による大々的な仕事人狩りが行われていることに伴い、江戸で活動している殺しの斡旋業者（元締）は「闇の会」しか無いという設定である。そのため、元締を失った「はぐれ仕事人」は仕事を受けることができないという事態が発生し、壱らは主水グループに手を貸すという形で、金を得ようとする。
基本的なシステムは「寅の会」と同じで、それぞれの仕事人グループの代表者が集まり「値引き競り（ダッチ・オークション）」が行われ、最低金額を提示したグループが依頼を受ける。そして、期日までに殺しを行うという趣向である。逆に「寅の会」と異なるのは依頼人の面通しがあることで、代表者は依頼人の顔を知ることができる。依頼人が死亡した場合でも「寅の会」のように取り下げにはならず、依頼人の遺体や飼っていた動物が面通しに現れたことがある。
「寅の会」と比べると規律は緩く、談合なども普通に行われたが、「寅の会」と違い何故か主水らが依頼人になる事が出来ないシステムである。そのために17話では、依頼人無しで闇の会が開かれた。最初の仕事など、主水グループにかなり譲歩することも多い。作中では加代以外が落札したのは第10話のみで、基本的に物語に強く絡む要因では無かった。
最終回で、上方の外道仕事人たちに乗っ取られ、「闇の会」は壊滅するが、同名の殺しの斡旋組織はその後のスペシャル番組でも登場する。

## 登場人物

### 仕事人
中村主水
演 - 藤田まこと
南町奉行所の同心。仕事人狩りの取り締まりが厳しくなったこと、旧知の元締が捕まり処刑されたことで仕事への復帰には難色を示していたが、加代が金欲しさに闇の会から仕事を取ってきてしまったことで仕事に復帰。加代、竜、政、新たに仲間入りした「はぐれ仕事人」たちと協力して裏稼業を行うが、主水曰く「よそ者の手は借りたくない」らしい。
本作は定町廻りから、雑訴詮議係に配置換えとなっている。そのためか、前作までの組屋敷から壁等が異なる組屋敷となっている。
最終話では黒幕の松平伊予守に一人で接触。仲間の手配取り消しを求め、松平が絡む賄賂に関する書状と交換することで、政たちの危機を救った。
助っ人三人に対してはあくまでも「助っ人」として対応しており、第十話では物言いたそうな壱に対し、「お前らが必要な時は金で買う、勝手な事するな」と言い切っている。

何でも屋の加代
演 - 鮎川いずみ
何でも屋で仕事人の密偵。本作では、闇の会から仕事を請け負う役目も担っているが、仕事料に目がくらみ面倒な仕事を取ってくることが多い。第1話では北町奉行殺しを、第3話では大奥の重鎮殺しを取ってきたが、どちらも主水から激怒された。
はぐれ仕事人を信頼する反面、たびたび小判を持っていかれることから不満にも思っている。
仕事料を分配する時は隠れ家で分配せず、一人一人に直接会って渡している。そのため、『仕事人V』以前と『旋風編』以降と異なり、主水たちが隠れ家に集う描写が極端に少ない。
第32話では、旅先で天満屋一味に襲われ、命からがら江戸に舞い戻り主水に助けられる。
最後の仕事の後の動向は不明。テレビシリーズではこれ以降の番組での出番はない。
組紐屋の竜
演 - 京本政樹
組紐屋。京本自身の事務所移籍騒動のため、出番が少なくなっている。番組初期の時期に、竜の降板も既に決定していた。
最終話では政・壱・弐と共に手配書が張り出され、奉行所から追われることとなった。最後の仕事を終えた後の動向は不明。
一応パラレルワールド設定の［必殺III裏か表か］では何回も切られて倒れる描写があるため死亡の可能性が高い
鍛冶屋の政
演 - 村上弘明
本作より、花屋から鍛冶屋へ表稼業を商売変えする。職業や殺し技の変更の影響により、前作よりも男性的なイメージが強くなっている。
前作同様、本作でも少年や女性と親しくなるエピソードが散見されるが、非道な旗本や奉行による犠牲、そしてかつての友人との対立や別れなど、前作に引き続き悲痛な思いを受ける。
最終話では竜・壱・弐と共に手配書が張り出され、奉行所から追われることとなった。最後の仕事を終えた後の動向は不明。後に「必殺仕事人V・旋風編」で再登場する。

### はぐれ仕事人
第1話で処刑された元締 丁字屋半右衛門の配下で、主水グループの正規メンバーでは無いが、助っ人として仕事に参加する。3人揃っての仕事は第1、2話のみで、3人が同じ場面に揃って登場するシーンはない。
壱
演 - 柴俊夫
はぐれ仕事人のリーダー格。初登場時は主水の下で働く目明かしだが、第2話からは住所不定の定職に付かない遊び人となる。
陽気な性格のお調子者で女好き。女遊びで散財し、加代によく金をせびり、当初は仕事料の分け前を釣り上げることもあった。一方で殺しに関しては表の陽気さが一転して、感情を全く顔に出さずに淡々と標的を葬る。
自由気ままな立場を利用して、仕事に関する情報収集を行うことも多い。女と子供、老人には優しく接し、子供と遊ぶ場面も見受けられ、その際には一（壱）が付く偽名を用いる（壱助など）。主水の前に現われた時は「目明かしの十一（とっぴん）」を名乗ったが偽装の身分であり、それ以降は目明かしとしての描写はない。
最終回における人相書では「壹助」という名前であった。子供時代は親と隔離させられた過去を持つ。主水に対しては一目置いているのか控えめに接し、言葉遣いは丁寧だが、他のメンバーに対しては基本的に対等に接していた。
弐、参の登場頻度が低いのに対し、壱は登場回数が多く、正規メンバーとほとんど変わらない。
元々は念仏の鉄の登場予定だった。
弐
演 - 梅沢富美男
はぐれ仕事人。自称「役者崩れ」だが、女形「市村菊之丞」の姿で座敷に上がることもある。壱以上に頼み料の分配にはがめつい。第1話では女形で主水に近付き、手合わせを行った。
登場頻度は低いが、最終回には登場する。参と一緒に登場する場面は少なく、同じ話に登場しても参と顔を合わせる場面はない。
最終回における人相書では「貮造」という名前で記されている。最後の仕事を行った後は江戸を旅立つ。
参
演 - 笑福亭鶴瓶
上方出身のはぐれ仕事人。表稼業は長崎のポッペン（ガラス製の玩具、ビードロ）売り。陽気で人懐こい性格だが大胆さも持ち合わせる。第1話では主水の仕事場に行ったり、政の長屋に押し掛けて、政や加代と接触している。
普段は眼鏡を掛けているが仕事の際には外している。壱や弐と違い体術には長けてない模様。
弐と同様、登場回数は少なく、最終回は登場しない。弐と一緒に登場する場面は少なく、同じ話に登場しても弐と顔を合わせる場面はない。(1話を除いて)
上方出身の設定であるが第8、24話、最終回の上方の仕事人が絡む回には登場しない。

### 闇の会
元締
演 - 森秀人、東悦次、須永克彦
「闇の会」の元締。気性の荒いニホンザルを飼っている。主水グループの腕前を高く買っており、しばしば会の掟を破っても許容する。
第32話では、主水グループが狙われていることを知り、配下の影を通じて、主水を直接呼び出し、元締が依頼人という形で仕事を依頼した。
全話を通して素顔を一切見せないまま最終回で天満屋一味に殺害され、闇の会は乗っ取られてしまった。
『必殺スペシャル・秋! 仕事人vsオール江戸警察』にも闇の会の元締を名乗る人物が登場するが本作の元締との関係は不明。同作では徳田興人が演じ、素顔を見せている。
影
演 - 加治春雄
元締の側近。会の進行役を務める。加代が年末に闇の会に遅刻した際は容赦なく腹を殴りつけ、誰も受けなかった仕事の依頼を押し付けた。
最終回で、天満屋一味に殺害された。元締と他の参加者を含め、加代以外に唯一顔がわかる人物。

### その他
中村せん
演 - 菅井きん
主水の姑。あいわらず、婿養子の主水をいびる。
中村りつ
演 - 白木万理
主水の妻。せんとともに、婿養子の主水をいびる。
筆頭同心 田中
演 - 山内としお
南町奉行所の筆頭同心で、主水の上司。本作では人質にされたり、主水の勘違いが原因で、大けがをしたりするなど、過去作よりも悲惨な目に遭うことが多い。
最終回で書庫番に左遷されたが、後任だった小堺兵馬の没後、後任が決まるまでという名目で筆頭同心に復帰している。
小者 六平
演 - 妹尾友信
南町奉行所に勤める小者。主水の部下ではないが、彼の使いっ走りをさせられることが多い。

### ゲスト
第1話 「殺しの番号壱弐参」
- 紋兵衛 - 藤岡重慶
- 片倉重兵衛 - 岩尾正隆
- 老中 - 西山辰夫
- 神尾将監 - 森次晃嗣
- お仙 - 赤座美代子

第2話 「大仕事! 大名殺し」
- 久坂美濃 - 三田和代
- 久坂長勝 - 島田順司
- 恭四郎 - 冨家規政
- 女 - 紅萬子

第3話 「大難関! 大奥女ボス殺し」
- 阿茶局 - 弓恵子
- 伊賀勘蔵 - 西園寺章雄
- 亜希 - 河野美地子
- 於玉 - 徳永まゆみ
- 長刀女 - 鈴川法子

第4話 「顔と態度で損した親分の一生」
- 吉蔵 - 遠藤太津朗
- 三野田外記 - 五味龍太郎
- 丑松 - 浜田雄史
- 仁吉 - 河原崎建三

第5話 「りつの家出で泣いたのは主水」
- ぎん - 山口奈美
- 宗兵衛 - 下元年世
- りん - 吉田哲子
- 花 - 森下祐巳子
- 市助 - 表淳夫
- グレイブ - ダグ・マクルーア

第6話 「加代、丸坊主になる」
- 隆顕 - 唐沢民賢
- 仙之介 - 石倉英彦
- 秋月尼 - 安岡真智子
- おみね - 桃山みつる
- おくに - 井上ユカリ
- 彦兵衛 - 須永克彦

第7話 「主水、正月もまたイジメられる」
- 佐吉 - 原哲男
- お蝶 - 玉岡加奈江
- 入船屋銀平 - 山口幸生
- 源次 - 田中弘史

第8話 「初夢千両殺し」
- 虎五郎 - 江幡高志
- 錦屋 - 牧冬吉
- 姉目堂 - 徳田興人
- 三条 - 京あけみ
- 六顕 - 伴勇太郎
- 角如 - 東田達夫
- 蛸平 - 大橋壮多
- 鷹 - 國村準

第9話 「せん、むこ殿をイビる」
- おこう - 音無真喜子
- 神谷一徳 - 岩尾正隆
- 茂吉 - 趙方豪
- 沢村孫兵衛 - 五十嵐義弘
- 弥助 - 日高久
- 虎八 - 南条好輝
- 戸ヶ崎小五郎 - 諸木淳郎
- 水島弥二郎 - 出水憲司

第10話 「主水 雀の丸焼きを食べる」
- 田安忠清 - 藤木孝
- 相良平四郎 - 本郷直樹
- 相良藤代 - 山本ゆか里
- 相良ゆき - 桂川冬子
- 鳥居 - 玉生司朗

第11話 「加代、何でも屋婆さんに驚く」
- ぎん - 初井言榮
- 中村左門 - 千波丈太郎
- 多助 - 芝本正
- 銀次 - 重久剛一
- 伊吉 - 表淳夫
- 千代 - 三浦徳子
- 弥平 - 中村錦司

第12話 「頼み人は津軽のあやつり人形」
- 喜太郎 - 辻村ジュサブロー
- 小吉 - 高峰圭二
- 田野倉 - 西山辰夫
- 音松 - 小林芳宏
- こゆき - 岡幸恵
- 小松 - 有川正治

第13話 「主水の上司 人質になる」
- 八兵衛 - 浜田晃
- おふじ - 加藤由美
- 甚十郎 - 野口貴史
- 熊蔵 - 五味龍太郎
- 孫太郎 - 当銀長太郎
- 兵助 - 東田達夫
- 宿場役人 - 国田栄弥

第14話 「せんとりつ 不倫する」
- お峰 - 服部妙子
- 徳兵衛 - 外山高士
- 佐倉 - 楠年明
- 長次 - 下元年世
- 重春 - 南条好輝
- 清吉 - 山本一郎
- 三五郎 - 伝法三千雄
- 東洞 - 伊波一夫
- 片岡 - 金竹雅浩
- 店主 - 平井靖
- 研修生 - 朝日辰雄
- 研修生 - 武知明良
- 研修生 - 土居哲夫
- 研修生 - 利倉亮
- 女 - 三井その
- 女 - 吉田みどり

第15話 「主水、卵ひな人形をこわす」
- 荒月 - 袋正
- 重兵衛 - 原口剛
- おしの - 篠山葉子
- 栄吉 - 草川祐馬
- 八島 - 山口幸生
- 泰源 - 野上哲也
- 権助 - 國村隼
- お葉 - 田村恵子
- 女 - 久仁亮子
- 旦那 - 松尾勝人

第16話 「主水、クモ男を取り逃がす」
- 茂平次 - 村田正雄
- 松ヱ門 - 牧冬吉
- 利助 - 五十嵐義弘
- おもん - 鈴木亜希子
- おれん - 桃山みつる
- 弥吉 - 徳田興人
- お里 - 千種亜季
- 岡っ引き - 平井靖
- 番頭 - 伊波一夫
- 女郎 - 岡田雅江
- 若い者 - 加藤正記
- 夫婦 - 大迫英喜
- 夫婦 - 高石光恵

第17話 「江戸の空にハレー彗星が飛ぶ」
- お妙 - 千野弘美
- 藤兵ヱ - 永野辰弥
- 竜之介 - 田中弘史
- 庄造 - 諸木淳郎
- 弥助 - 中嶋俊一
- 三吉 - 小野隆
- 真太郎 - 藤田健
- 惣右ヱ門 - 松尾勝人
- 女中 - 冨士井美絵
- 子供 - 三木健作
- 子供 - 久保龍一
- 子供 - 渡辺拓夫

第18話 「主水、お嬢様に振り回される」
- お千賀 - 磯村みどり
- 久兵衛 - 高木二朗
- 仙之助 - 新田純一
- 佐代 - 片山由香

第19話 「主水、羊かんをノドにつめる」
- 唐ヱ門 - 睦五郎
- 助五郎 - 丹古母鬼馬二
- 権三 - 山本弘
- 人足頭 - 河野実
- 左馬之介 - 小峰隆司

第20話 「主水、健康診断にひっかかる」
- 春草 - 大塚良重
- 稲葉忠勝 - 遠藤征慈
- 玄徳 - 溝田繁
- 六三郎 - 石倉英彦
- 仙十郎 - 有川正治
- 細川 - 細川純一
- おせき - 三浦徳子
- お光 - 岡本さとみ
- 女 - 大崎紀子

第21話 「せんとりつ、酔って暴れる」
- おるい - 芦川よしみ
- 香川屋 - 内田勝正
- 松田右近 - 五味龍太郎
- 弥助 - 玉生司朗
- 庄三郎 - 佐藤雅夫
- お富 - 前川恵美子
- 仙八 - 池田律生
- 源太 - 三浪郁二
- 甚之助 - 朝日辰雄
- 女 - 松村直美
- 旦那 - 松尾勝人
- 手代 - 大迫英喜

第22話 「せん、女ひとり旅する」
- お幸 - 福田公子
- 小田切千蔵 - 上野山功一
- 弥平次 - 西山辰夫
- 久兵衛 - 楠年明
- お千賀 - 山口朱美
- お佐代 - 出口佳代
- 左門次 - 諸木淳郎
- 菊次郎 - 國村隼

第23話 「組紐屋の竜、襲われる」
- 冨十郎 - 有川博
- お志津 - 黒田福美
- 卯之吉 - 阿木五郎
- 与七 - 下元年世
- 半次 - 武井三二
- 源兵ヱ - 疋田泰盛

第24話 「主水、上方の元締と決闘する」
- 天満屋彦兵衛 - 北村英三
- お景 - 沢田和美
- 兆治 - 出水憲司
- 辰 - 野上哲也
- 助六 - 細川純一
- 銀 - 森山陽介

第25話 「主水、紫陽花の下に金を隠す」
- 三野田左太夫 - 西沢利明
- 平岡誠三郎 - 山口嘉三
- お里 - 井上ユカリ
- お美津 - 加藤由美
- 仙蔵 - 徳田興人
- 横川 - 田中弘史
- 大国屋 - 当銀長太郎

第26話 「主水、殺しに遅刻する」
- お志満（おとよ） - 清水まゆみ
- おたき - 山田はるみ
- 幸二郎 - 牧冬吉
- 朝次 - 秋吉信人
- 神谷直邦 - 岩尾正隆

第27話 「主水、トカゲのしっぽ切りに怒る」
- 神尾主膳 - 宗方勝巳
- お藤 - 佐野アツ子
- 若杉仙太郎 - 斎田裕輔
- 綾野 - 桂川京子
- 倉吉 - 南条好輝

第28話 「何でも屋の加代、求婚される」
- 和泉堂甚兵衛 - 石濱朗
- お甲 - 有吉ひとみ
- 真吉 - 新田純一
- お弓 - 尾崎弥枝
- 矢沢玄斉 - 山口幸生

第29話 「主水、まっ青に染められる」
- 富吉 - 垂水悟郎
- 宗兵衛 - 江角英明
- お絹 - 柿崎澄子
- 阿波屋長右衛門 - 石浜祐次郎
- 松倉典膳 - 田畑猛雄
- 中年寄水島 - 香月京子
- 清七 - 岡本大輔
- 平造 - 武井三二
- お志津 - 真城都子

第30話 「主水、年上妻にあこがれる」
- 鶴吉 - 風祭ゆき
- 嘉平次 - 堺左千夫
- ホレ助 - 3代目桂小米朝
- 甚ヱ門 - 芝本正
- おれん - 和泉敬子
- 仙七 - 大橋壮多

第31話 「加代、究極の美男に惚れる」
- 喜之助 - 加納竜
- 重兵衛 - 藤岡重慶
- お駒 - 沢亜紀
- お静 - 山口朱美
- 以蔵 - 重久剛一
- お光 - 森下祐巳子
- 瓦版屋 - 松尾勝人
- 三十郎 - 谷口高史
- 与力 - 浜田雄史
- 老人 - 辻喬二郎

第32話 「鍛冶屋の政、水中で闘う」
- 健 - 内藤剛志
- 勝蔵 - 石橋雅史
- 嘉助 - 西園寺章雄
- 殺し屋 - 細川純一
- 殺し屋 - 峰蘭太郎

第33話 「主水、裏ワザで勝負する」
- 松平伊予守 - 神田隆
- 天満屋宗兵ヱ - 島田順司
- 小堺兵馬 - 藤堂新二
- 辰造 - 河野実
- 巳之助 - 伊庭剛
- 戸田伝八郎 - 野上哲也
- 小堺志津 - 香月美保子
- お梶 - 北村一恵
- 喜助 - 平井靖
- 同心 - 松尾勝人
- 同心 - 東田達夫

## 殺し技
中村主水
大刀・脇差で悪人を斬る、刺す。柄に仕込んだ刃で急所を刺すなどの変則技も用いている。
本作では仕置人 - 仕事人と同じく、他のメンバー同様、アップテンポの闘う仕事人に乗せて、殺しを行った。第5話では、スローバラードを使用している。
途中より、スローバラードの「哀しみの夜を越えて」のテーマに乗せて、殺しを行うパターンに戻った。第19、21、23、第28話では、再び「闘う仕事人」で殺しを行っている。
組紐屋の竜
組紐を悪人の首筋目掛けて投げ、巻き付け、絞め殺す。前作と違い、先端に小さな三角錐の分銅鋲を付けた緑色の組紐を用い、分銅鋲を壁や梁などに刺して、支点にし、吊ったりした。一方で、鈴の付いた赤黒組紐は使用しない。
中盤からは従来通り、高い位置から首を絞め上げたりもしている。前作とは殺しの衣装も変わり、着替えずに殺しをすることもある。
第23話では竜を父の仇と勘違いした相手から利き腕である右腕を切りつけられ、左腕で仕事を遂行した。
鍛冶屋の政
組み立て式の手槍で、悪人の首筋を突き刺す。これは棺桶の錠が使用した物と似ているが、政の使う手槍は本体が木製。刃が金属製で、形も違う。第13話では、長い棒の先に手槍を固定して、建物の中の相手を外から突き刺した。
壱
青竹をも握り潰す怪力で悪人の首を掴み、首骨を砕き、へし折る。第2話では主水の前で披露し驚愕させた。脚本では一本指で、悪人の急所を突き刺すことになっていた。
弐
刃を仕込んだ扇子で悪人の首筋を斬る、刺す。変装して（主に女形）、殺しをすることが多い。
参
ポッペン（ガラス製の玩具、ビードロ）の先端の球形部分を悪人の眉間に打ち付けて割り、鋭利に欠けた管の部分で突き刺す。仕事の後に砕けたポッペンを集める様子が第20話で見られる。
当初は弁当屋の参が箸で、悪人の眉間を突き刺す技が検討されたが、鶴瓶と親交の深い、さだまさしの発案で、ポッペンに変わったという。脚本では欠けた部分で突き刺すのではなく、悪人の首筋を切り裂くことになっていた。

## スタッフ
- 制作 - 山内久司（朝日放送）
- プロデューサー - 辰野悦央（朝日放送）、櫻井洋三（松竹）
- 脚本 - 吉田剛、保利吉紀、石川孝人、篠崎好、宮崎晃、中原朗、田上雄、林千代、鶉野昭彦、足達りつこ
- 音楽 - 平尾昌晃
  - エンディングのクレジットは平尾の単独名義となっているが、新しく用意されたBGMの作曲に平尾は関与しておらず、出演者の京本と大谷和夫が手掛けている[28]。
- 監督 - 工藤栄一、松野宏軌、田中徳三、小原宏裕、津島勝、原田雄一、藤井克彦、水川淳三、都築一興
- ナレーション
  - 語り - 芥川隆行
  - 作 - 山内久司
- 協力 - エクラン演技集団、新演技座
- 製作協力 - 京都映画撮影所（現・松竹撮影所）
- 制作 - 朝日放送、松竹

## 主題歌
- 主題歌 - 鮎川いずみ「女は海」[29]（CBSソニー（現・ソニー・ミュージックレコーズ））
作詞・作曲：京本政樹、編曲：京本政樹、大谷和夫
  - エンディングの映像は、『必殺仕事人[30]』『新・必殺仕事人』で使用された「夜の海岸あるいは川岸の俯瞰」に、新規映像を追加した上で特殊映像処理を施したものであった。
  - 1986年1月3日に放送された『当たるトラ年! 今年も大躍進 必殺&タイガース』では、本曲の作詞・作曲を手掛けた京本自ら弾き語りで歌唱。さらにエンディングでは鮎川も本曲を歌唱している。
- 挿入歌 - 梅沢富美男「恋曼陀羅」[29]（キングレコード）（第19話 - 第33話）
作詞：阿木燿子、作曲：宇崎竜童、編曲：柳田ヒロ

## 放送日程
- 第17話のサブタイトルは、放送当時76年ぶりに地球に接近していたハレー彗星を題材としたもの。
- 第18話のサブタイトルは放送当時の社会現象「お嬢様ブーム」に由来する。
- 第22話のサブタイトルは、朝日放送が制作していた旅番組『女ひとり旅』から採ったもの。

| 話数   | 放送日         | サブタイトル                   | 脚本            | 監督     |
| ------ | -------------- | ------------------------------ | --------------- | -------- |
| 第1話  | 1985年11月15日 | 殺しの番号壱弐参               | 吉田剛 保利吉紀 | 工藤栄一 |
| 第2話  | 11月22日       | 大仕事! 大名殺し               | 保利吉紀        | 工藤栄一 |
| 第3話  | 11月29日       | 大難関! 大奥女ボス殺し         | 石川孝人        | 工藤栄一 |
| 第4話  | 12月13日       | 顔と態度で損した親分の一生     | 篠崎好          | 松野宏軌 |
| 第5話  | 12月20日       | りつの家出で泣いたのは主水     | 宮崎晃          | 田中徳三 |
| 第6話  | 12月27日       | 加代、丸坊主になる             | 中原朗          | 松野宏軌 |
| 第7話  | 1986年01月10日 | 主水、正月もまたイジメられる   | 吉田剛          | 工藤栄一 |
| 第8話  | 1月17日        | 初夢千両殺し                   | 中原朗          | 松野宏軌 |
| 第9話  | 1月24日        | せん、むこ殿をイビる           | 保利吉紀        | 小原宏裕 |
| 第10話 | 1月31日        | 主水 雀の丸焼きを食べる        | 林千代          | 津島勝   |
| 第11話 | 2月07日        | 加代、何でも屋婆さんに驚く     | 篠崎好          | 工藤栄一 |
| 第12話 | 2月14日        | 頼み人は津軽のあやつり人形     | 篠崎好          | 原田雄一 |
| 第13話 | 2月21日        | 主水の上司 人質になる          | 中原朗          | 松野宏軌 |
| 第14話 | 2月28日        | せんとりつ不倫する             | 林千代          | 小原宏裕 |
| 第15話 | 3月07日        | 主水、卵ひな人形をこわす       | 鶉野昭彦        | 原田雄一 |
| 第16話 | 3月14日        | 主水、クモ男を捕り逃がす       | 中原朗          | 松野宏軌 |
| 第17話 | 3月21日        | 江戸の空にハレー彗星が飛ぶ     | 石川孝人        | 松野宏軌 |
| 第18話 | 3月28日        | 主水、お嬢様に振り回される     | 林千代          | 津島勝   |
| 第19話 | 4月18日        | 主水、羊かんをノドにつめる     | 中原朗          | 松野宏軌 |
| 第20話 | 4月25日        | 主水、健康診断にひっかかる     | 篠崎好          | 藤井克彦 |
| 第21話 | 5月02日        | せんとりつ、酔って暴れる       | 石川孝人        | 原田雄一 |
| 第22話 | 5月09日        | せん、女ひとり旅する           | 林千代          | 松野宏軌 |
| 第23話 | 5月16日        | 組紐屋の竜、襲われる           | 中原朗          | 松野宏軌 |
| 第24話 | 5月23日        | 主水、上方の元締と決闘する     | 保利吉紀        | 水川淳三 |
| 第25話 | 5月30日        | 主水、紫陽花の下に金を隠す     | 篠崎好          | 松野宏軌 |
| 第26話 | 6月06日        | 主水、殺しに遅刻する           | 中原朗          | 津島勝   |
| 第27話 | 6月13日        | 主水、トカゲのしっぽ切りに怒る | 林千代          | 松野宏軌 |
| 第28話 | 6月20日        | 何でも屋の加代、求婚される     | 石川孝人        | 松野宏軌 |
| 第29話 | 6月27日        | 主水、まっ青に染められる       | 足立りつこ      | 都築一興 |
| 第30話 | 7月04日        | 主水、年上妻にあこがれる       | 中原朗          | 小原宏裕 |
| 第31話 | 7月11日        | 加代、究極の美男に惚れる       | 林千代          | 松野宏軌 |
| 第32話 | 7月18日        | 鍛冶屋の政、水中で闘う         | 林千代          | 津島勝   |
| 第33話 | 7月25日        | 主水、裏ワザで勝負する         | 田上雄          | 松野宏軌 |

## ネット局
途中で打ち切られた局や、しばらくの間放送する他系列ネットの局がある。
系列は放送当時のもの。
| 放送対象地域   | 放送局                    | 系列                          | 備考               |
| -------------- | ------------------------- | ----------------------------- | ------------------ |
| 近畿広域圏     | 朝日放送（ABC）           | テレビ朝日系列                | 制作局             |
| 関東広域圏     | テレビ朝日（ANB）         | テレビ朝日系列                |                    |
| 北海道         | 北海道テレビ（HTB）       | テレビ朝日系列                |                    |
| 青森県         | 青森放送（RAB）           | 日本テレビ系列 テレビ朝日系列 |                    |
| 岩手県         | テレビ岩手（TVI）         | 日本テレビ系列                |                    |
| 宮城県         | 東日本放送（KHB）         | テレビ朝日系列                |                    |
| 秋田県         | 秋田テレビ（AKT）         | フジテレビ系列 テレビ朝日系列 |                    |
| 山形県         | 山形放送（YBC）           | 日本テレビ系列 テレビ朝日系列 |                    |
| 福島県         | 福島放送（KFB）           | テレビ朝日系列                |                    |
| 新潟県         | 新潟テレビ21（NT21）      | テレビ朝日系列                |                    |
| 長野県         | テレビ信州（TSB）         | テレビ朝日系列 日本テレビ系列 |                    |
| 山梨県         | テレビ山梨（UTY）         | TBS系列                       |                    |
| 富山県         | 富山テレビ（T34）         | フジテレビ系列                |                    |
| 石川県         | 石川テレビ（ITC）         | フジテレビ系列                |                    |
| 福井県         | 福井テレビ（FTB）         | フジテレビ系列                |                    |
| 静岡県         | 静岡けんみんテレビ（SKT） | テレビ朝日系列                | 現・静岡朝日テレビ |
| 中京広域圏     | 名古屋テレビ（NBN）       | テレビ朝日系列                |                    |
| 鳥取県・島根県 | 山陰放送（BSS）           | TBS系列                       |                    |
| 広島県         | 広島ホームテレビ（HOTV）  | テレビ朝日系列                |                    |
| 山口県         | 山口放送（KRY）           | 日本テレビ系列 テレビ朝日系列 |                    |
| 徳島県         | 四国放送（JRT）           | 日本テレビ系列                |                    |
| 香川県・岡山県 | 瀬戸内海放送（KSB）       | テレビ朝日系列                |                    |
| 愛媛県         | 南海放送（RNB）           | 日本テレビ系列                |                    |
| 高知県         | テレビ高知（KUTV）        | TBS系列                       |                    |
| 福岡県         | 九州朝日放送（KBC）       | テレビ朝日系列                |                    |
| 長崎県         | 長崎放送（NBC）           | TBS系列                       |                    |
| 熊本県         | テレビ熊本（TKU）         | フジテレビ系列 テレビ朝日系列 |                    |
| 大分県         | 大分放送（OBS）           | TBS系列                       |                    |
| 宮崎県         | 宮崎放送（MRT）           | TBS系列                       |                    |
| 鹿児島県       | 鹿児島放送（KKB）         | テレビ朝日系列                |                    |
| 沖縄県         | 琉球放送（RBC）           | TBS系列                       |                    |

## 前後番組
| テレビ朝日系 金曜22時台（当時はABCの制作枠） | テレビ朝日系 金曜22時台（当時はABCの制作枠）           | テレビ朝日系 金曜22時台（当時はABCの制作枠）      |
| 前番組                                       | 番組名                                                 | 次番組                                            |
| -------------------------------------------- | ------------------------------------------------------ | ------------------------------------------------- |
| 必殺橋掛人 （1985年8月2日 - 1985年11月8日）  | 必殺仕事人V・激闘編 （1985年11月15日 - 1986年7月25日） | 必殺まっしぐら! （1986年8月8日 - 1986年10月31日） |